# Mastodonsaurus
Mastodonsaurus (wat 'melktandhagedis' betekent) is een geslacht van uitgestorven temnospondyle Batrachomorpha (basale 'amfibieën') uit het Midden-Trias (247,2 tot 201,3 miljoen jaar geleden) van Europa. Het behoort tot een groep van temnospondylen die Capitosauria worden genoemd en die worden gekenmerkt door hun grote lichaamsgrootte en vermoedelijk aquatische levensstijl. Dit geslacht behoorde tot de grootste amfibieën in de geschiedenis van de aarde en kan wel meer dan 6 meter lang zijn geweest, maar werd overtroffen door Prionosuchus. Fossielen zijn gevonden in Duitsland, Frankrijk, Engeland en Rusland.

## Naamgeving
De naam Mastodonsaurus wordt vaak verkeerd vertaald als 'Mastodonhagedis' in de populaire wetenschappelijke literatuur, waarbij wordt aangenomen dat de verwijzing naar de Mastodon de enorme omvang van dit dier moet benadrukken. Mastodonsaurus betekent echter 'speen-tandhagedis' (gr. Mastos - 'borst, speen', odon - 'tand', saura - 'hagedis'). De naam werd gegeven in 1828 door Georg Friedrich von Jäger voor een enkele tand (holotype) die werd gevonden in Baden-Württemberg en die volgens Jäger een speenachtige vorm had: Deze tand onderscheidt zich vooral door zijn speenachtige punt (… ) de tand eindigt in een gebogen punt, die echter een navelvormige uitdieping in het midden heeft en een kleine verhoging in het midden. Jäger besefte daarbij niet dat de tand in feite was beschadigd, want de tanden van Mastodonsaurus waren eigenlijk conisch. Jäger associeerde de tand later correct met andere, grotere botten vanaf de achterkant van een schedel. Nu herkende hij overeenkomsten met de hedendaagse salamanders en op basis van deze vondsten beschreef hij een nieuw dier, dat hij Salamandroides giganteus ('gigantische salamander-achtige') noemde. Omdat de naam Mastodonsaurus voor het eerst werd toegewezen, heeft deze echter prioriteit volgens de International Rules for Zoological Nomenclature (prioriteitsregel), vandaar dat de naam Salamandroides vandaag ongeldig is.

## Beschrijving
De grootste soort Mastodonsaurus giganteus bereikte een lengte van meer dan vijf meter. Net als die van veel andere capitosauriërs was het schedelbot van Mastodonsaurus driehoekig en bereikte het bij de grootste exemplaren een lengte van ongeveer 1,5 meter. Smalle groeven op het oppervlak van de schedelbeenderen, sulci genaamd, laten zien dat het dier zintuigen had die trillingen en druk onder water konden waarnemen, vergelijkbaar met de laterale lijnen bij vissen. De grote, ovale oogkassen bevinden zich halverwege de schedel met de neusgaten dichtbij de punt van de snuit. Aan weerszijden van de achterkant van de schedel zijn kleine ooropeningen te zien. De bovenkant van de schedelbeenderen van Mastodonsaurus heeft een ingewikkeld patroon van putjes en ribbels, een kenmerk dat bij veel temnospondylen voorkomt. De functie van deze grillige ornamentatie wordt niet volledig begrepen. Net als bij andere capitosauriërs, had Mastodonsaurus een foramen pineale tussen de pariëtale botten achter de oogkassen op het schedeldak, dat een lichtgevoelig pariëtaal oog zou hebben bevat dat verbonden was met het foramen pineale om de circadiane slaap-waakcyclus en de hormoonproductie te reguleren die gerelateerd is aan de lichaamstemperatuur van een koudbloedig (ectotherm) dier en aan de voortplanting.
De zijkanten van de bovenkaak zijn bekleed met een dubbele rij kleine conische tanden, terwijl de onderkaak een enkele rij van soortgelijke kleine tanden heeft. De bovenste en onderste opstelling van kleine, smalle tanden zou kunnen functioneren als een val voor kleine prooien wanneer Mastodonsaurus zijn bek sloot. De punt van de bovenkaak heeft een aantal grotere tanden. Achter deze tanden aan de voorkant van het verhemelte aan de onderkant van de schedel zitten een aantal kleine tanden en meerdere paren grote hoektanden of slagtanden (ongeveer acht in totaal). Twee grote slagtanden steken uit het uiteinde van de onderkaak omhoog, passen door openingen in het verhemelte en komen tevoorschijn uit de bovenkant van de schedel voor de neusgaten als de kaak gesloten is. De slagtandachtige tanden op het verhemelte en in de onderkaak zouden grotere prooien kunnen grijpen en vasthouden.
Het exacte aantal wervels in het skelet is nog steeds niet bekend, maar uit recent onderzoek blijkt dat Mastodonsaurus ongeveer 28 rompwervels had en een relatief lange staart, een herziening ten opzichte van de gedrongen lichaamsvorm en de korte staart waarvan bij eerdere reconstructies werd uitgegaan. De totale lengte van de grootste individuen is ongeveer 4 tot 6 meter. Afzonderlijke tanden tot 14 centimeter lang geven aan dat oude individuen nog groter werden.
Mastodonsaurus was extreem massief gebouwd. Er zaten veel kleine beenplaten onder de huid en had daarom bijna anderhalve ton kunnen wegen. Hij had vijf tenen aan elke voet, die mogelijk verbonden waren met zwemvliezen en redelijk korte en gedrongen benen die niet geschikt waren voor een lang verblijf in het land.

## Leefwijze
De biotoop van Mastodonsaurus was waarschijnlijk het stille water van zijn tijd. Vermoedelijk was hij in staat om de afstand tussen verschillende wateren kruipend te overwinnen. Mastodonsaurus jaagde op andere Temnospondyli, vissen en Archosaurus. Vanwege zijn grootte had een volwassen individu waarschijnlijk geen vijanden. Bijtsporen van Batrachotomus  werden echter gevonden. Het dier heeft wel wat weg van een krokodil, maar is helemaal niet verwant aan deze soort.
Volgens sommige wetenschappers kon deze soort, in tegenstelling tot de meeste amfibieën, niet op het land komen. Deze theorie werd bevestigd door grote hoeveelheden beenderen die zijn gevonden in periodes van droogte, waarin ze dus massaal stierven omdat alle kleine poelen uitdroogden.

## Paleobiologie
De duidelijke verkleining van de ledematen, de sterke staart en de zintuiglijke groeven op de kop, sulci genaamd, tonen aan dat Mastodonsaurus een aquatisch dier was dat zich zelden of nooit op het land waagde. Mastodonsaurus was misschien helemaal niet in staat om het water te verlaten, want er zijn grote hoeveelheden botten gevonden die aantonen dat individuen massaal stierven toen poelen opdroogden in tijden van droogte. Hij leefde normaal gesproken in zoetwater- tot brakwatermoerassen, meren en rivierdelta's. Fossiele schedelresten, gevonden in mariene sedimenten, suggereren dat hij zich ook wel eens in zoutere omgevingen heeft opgehouden.
Zijn staart was waarschijnlijk verdikt met een vlezige vin voor de voortstuwing. De sterkere staart in combinatie met kleine ledematen, een rompstijfheid met lange, verbrede, overlappende ribben en extra zware botten zou erop wijzen dat Mastodonsaurus een aquatisch roofdier was dat op de bodem loerde en prooien opwachtte, en plotselinge, snelle aanvallen uitvoerde met zijn reusachtige bek en slagtanden, voortgestuwd door zijn staart.
Mastodonsaurus leefde voornamelijk van vis, waarvan de overblijfselen zijn gevonden in zijn gefossiliseerde coprolieten. De fossielen van sommige kleinere temnospondylen dragen tandafdrukken van Mastodonsaurus-achtigen en er zijn aanwijzingen voor kannibalisme door volwassenen op jonge exemplaren van Mastodonsaurus. Waarschijnlijk voedde hij zich ook met op het land levende dieren, zoals kleine archosauriërs die zich waagden in of langs de rand van het water. Bijtsporen op botten van mastodonsauriërs laten zien dat de grote op het land levende archosauriër Batrachotomus actief aasde op de reuzenamfibieën, door het water in te gaan of door individuen aan te vallen die tijdens droogte in poelen waren gestrand.
Er werd ooit gedacht dat Mastodonsaurus verantwoordelijk was voor de voetafdrukken die gevonden werden in zandsteen uit het Trias en beschreven werden als Chirotherium, maar later onderzoek wees uit dat de sporen toebehoren aan krokodilachtige pseudosuchische reptielen. Op basis van de verkeerd toegeschreven sporen en verkeerd geïdentificeerde botten van andere dieren uit het Trias, werden de reusachtige amfibieën (destijds vaak Labyrinthodon genoemd) in vroege illustraties afgeschilderd als grote kikkerachtige wezens die hun benen zouden hebben gekruist terwijl ze liepen, omdat de buitenste vijfde teen op de voetafdrukken van Chirotherium op een duim leek.
Het grootste deel van het skelet van Mastodonsaurus, afgezien van schedels en kaken, was tot voor kort nauwelijks bekend. Zowel wetenschappelijke als populaire bronnen beschreven Mastodonsaurus vanaf de 19e eeuw tot in de 20e eeuw als een dier met een gedrongen, kikkerachtig lichaam en een korte staart, onder andere voor de labyrinthodonte sculpturen van Waterhouse Hawkins in het Crystal Palace buiten Londen in 1854 en in een schilderij van Mastodonsaurus door de bekende Tsjechische paleokunstenaar Zdeněk Burian in 1955. Een levensgroot model dat in 1996 werd tentoongesteld voor de American Museum of Natural History Hall of Vertebrate Origins toonde Mastodonsaurus ook met een kort, breed lichaam en een korte staart, waardoor deze vermoedelijk in staat was om over land te kruipen.
Een vindplaats die in 1977 werd ontdekt tijdens wegwerkzaamheden in de buurt van de stad Kupferzell in Zuid-Duitsland leverde onderzoekers belangrijke nieuwe fossielen van Mastodonsaurus op, waaronder goed geconserveerde schedels en ontleedde botten uit alle delen van het lichaam. Duizenden individuele fossielen werden geborgen tijdens een drie maanden durende bergingsoperatie voordat de wegwerkzaamheden werden hervat, waaronder, naast Mastodonsaurus, overblijfselen van de temnospondyl Gerrothorax en de archosauriërs Batrachotomus, evenals van vele vissen. Sommige botten vertoonden het bewijs dat ze waren opgerold en over een lange afstand waren verplaatst. Op basis van de rijke vondsten uit Kupferzell publiceerde de Duitse paleontoloog Rainer Schoch in 1999 een herziene beschrijving van Mastodonsaurus met een langer lichaam en een naar schatting langere staart, voor een groter, massiever dier met een zeer aquatische levensstijl. Hoewel er tot op heden geen compleet en volledig gearticuleerd skelet is gevonden, werd onderzoek sinds 1999 verwerkt in een samengestelde skeletreconstructie en een model in vleesvorm dat wordt tentoongesteld in het Staatliches Museum für Naturkunde Stuttgart in Duitsland. Deze geven Mastodonsaurus meer krokodilachtige proporties, met een verlengde staart om te kunnen zwemmen, vergelijkbaar met sommige andere capitosauriërs.
De groeistadia van Mastodonsaurus zijn gedocumenteerd op basis van talrijke exemplaren die in Kupferzell zijn gevonden, met schedels die variëren van 30 centimeter tot 125 centimeter lang. Stereospondylen hadden geen echt larvaal ontwikkelingsstadium en Mastodonsaurus volgde een langzaam, conservatief ontogenetisch patroon met relatief kleine veranderingen tijdens de groei, zodat kleine juvenielen op volwassenen zouden hebben geleken.

## Geschiedenis en etymologie
De Duitse paleontoloog Georg Friedrich von Jaeger gaf de naam 'Mastodonsaurus' in 1828 aan een enkele grote conische hoektand met verticale strepen en een afgesleten punt, gevonden in de Lettenkeuper afzettingen uit het Trias in de buurt van Gaildorf in Baden-Württemberg in Zuid-Duitsland. Jaeger veronderstelde dat de grote tand (een snuittand van ongeveer 10,4 centimeter lang zoals hij bewaard is gebleven) toebehoorde aan een reusachtig reptiel en dat de inspringende ontbrekende punt een kenmerkend natuurlijk kenmerk was dat, van bovenaf gezien, leek op een tepel of speen met een klein gat in het midden, wat hij uitdrukte in de naam 'Mastodonsaurus' of 'speentandhagedis' (van Grieks mastos 'borst, tepel' + odous (odon) 'tand' + sauros 'hagedis'). Jaeger gaf echter geen type soortnaam voor Mastodonsaurus.
Ook in 1828 identificeerde Jaeger een deel van de achterkant van een grote schedel die was gevonden in hetzelfde gebied als afkomstig van een amfibie-achtig dier op basis van de dubbele articulatie van de achterhoofdsknobbels. Hij gaf het dier de geslacht-soortnaamcombinatie Salamandroides giganteus, wat 'gigantische salamanderachtige (dier)' betekent. Het fossiel werd later geïdentificeerd als een exemplaar van Mastodonsaurus.
De naam Mastodonsaurus heeft geleid tot verwarring over de bedoelde betekenis, en zoals opgemerkt door de Britse paleontoloog Richard Owen, zou de naam verkeerd geïnterpreteerd kunnen worden als een verwijzing naar de uitgestorven mastodonte olifant, zogenaamd om gigantische afmetingen te suggereren ('mastodont(-size) hagedis'), de onjuiste betekenis die in sommige bronnen wordt gegeven.
Owen merkte op dat het speenachtige uiterlijk geen echt diagnostisch kenmerk was en maakte ook bezwaar tegen de term 'saurus' voor een 'batrachische' (amfibie). Hij stelde de in zijn ogen meer passende vervangende naam 'Labyrinthodon' of 'labyrinttand' voor om te verwijzen naar het complexe labyrintachtige uiterlijk van de binnenste tandstructuur wanneer deze in doorsnede wordt bekeken. De regels van de zoölogische nomenclatuur vereisen echter dat de vroegst vastgestelde naam wordt gebruikt en Labyrinthodon Owen is een jonger synoniem van Mastodonsaurus Jaeger. De labyrintachtige binnentandstructuur van Mastodonsaurus komt voor bij meerdere soorten uitgestorven amfibieën en Richard Owen creëerde de formele taxonomische categorie Labyrinthodontia (gepubliceerd in 1860) als een veronderstelde orde van 'Reptilia' om ze te verenigen. De orde bleek echter meerdere soorten dieren te bevatten die niet nauw verwant zijn en de categorie Labyrinthodontia heeft niet langer een erkende wetenschappelijke status, hoewel de algemene vorm 'labyrinthodont' nog steeds wordt gebruikt als beschrijvende term.

## Soorten
Na een complexe nomenclatuurgeschiedenis en de erkenning dat de oorspronkelijke tand van Mastodonsaurus en de schedelsectie van Salamandroides giganteus van verschillende individuen van dezelfde diersoort waren, gebruikten de meeste auteurs de binominale combinatie Mastodonsaurus giganteus. Een heronderzoek van het geslacht door Markus Moser en Rainer Schoch in 2007 herstelde Mastodonsaurus jaegeri Holl uit 1829 als de historisch oudste typesoort voor Mastodonsaurus, waarbij de oorspronkelijke tand van Jaeger (SMNS 55911) werd aangewezen als het lectotype van Mastodonsaurus jaegeri. In de loop der jaren zijn een groot aantal soorten aan het geslacht toegeschreven, maar de onderzoekers stelden vast dat slechts drie soorten geldig zijn: de modelsoort Mastodonsaurus jaegeri, de bekendste soort, Mastodonsaurus giganteus (die een ouder synoniem van Mastodonsaurus jaegeri zou kunnen zijn als de twee soorten taxonomisch niet van elkaar verschillen), beide uit Europa, en Mastodonsaurus torvus uit Rusland. Van de soort Mastodonsaurus acuminatus werd aangetoond dat het een jonger synoniem is van Mastodonsaurus giganteus, terwijl van de soorten Mastodonsaurus tantus en Mastodonsaurus maximus werd vastgesteld dat het synoniemen zijn van Mastodonsaurus torvus.
De soorten Mastodonsaurus andriani, Mastodonsaurus indicus, Mastodonsaurus laniarius, Mastodonsaurus lavisi, Mastodonsaurus meyeri, Mastodonsaurus pachygnathus en Mastodonsaurus silesiacus werden, toen ze opnieuw werden onderzocht door Moser en Schoch, niet geschikt geacht voor het geslacht Mastodonsaurus vanwege de fragmentarische aard van de typespecimens en worden als zodanig beschouwd als nomen dubium. Onderzoek van de literatuur toonde aan dat Mastodonsaurus conicus een ouder synoniem is van het geslacht Mastodonsaurus ventricosus; deze soort is echter nooit formeel gepubliceerd en wordt dus beschouwd als een nomen nudum.
In 1923 beschreef de Duitse paleontoloog Emil Wepfer de nieuwe soort Mastodonsaurus cappelensis voor fossielen gevonden in de buurt van de stad Kappel in Baden-Württemberg in een oudere formatie dan de overblijfselen van Mastodonsaurus giganteus. De Zweedse paleontoloog Gunnar Säve-Söderbergh richtte in 1935 het nieuwe geslacht Heptasaurus ('zeven hagedissen' vanwege zeven schedelopeningen) voor de soort op. In zijn beoordeling van Mastodonsaurus erkende Rainer Schoch (1999) Heptasaurus als een geslacht dat te onderscheiden was van Mastodonsaurus, met kleinere oogkassen en een duidelijk bredere snuitpunt, dat werd gevonden in de Midden- en Boven-Buntsandsteinformatie, veel eerder dan fossielen van Mastodonsaurus giganteus.
Deze analyse werd in twijfel getrokken door Damiani (2001), die de oorspronkelijke naam Mastodonsaurus cappelensis gebruikte voor de soort. Moser en Schoch (2007) accepteerden nog steeds de geldige status van het geslacht Heptasaurus, maar merkten op dat de soort ook kon worden gerefereerd aan Mastodonsaurus. Rayfield, Barrett & Milner (2009) wezen erop dat de verschillen in schedel en grootte tussen Heptasaurus en Mastodonsaurus mogelijk geen belangrijke diagnostische kenmerken zijn op generiek niveau.
In een meer recent onderzoek herstelde Schoch de combinatie Mastodonsaurus cappelensis voor de geologisch oudere soort, waarbij hij in 2008 opmerkte dat het huidige bewijsmateriaal wijst op een verwantschap met Mastodonsaurus giganteus, wat de reden is dat deze soort hier wordt aangeduid als Mastodonsaurus. Een herziene beschrijving van Mastodonsaurus cappelensis door Schoch en anderen in 2023 gaf aan dat de eerdere soort 3 meter lang was en verschilde van Mastodonsaurus giganteus door een bredere snuit en anders gevormde oogkassen, evenals een langer en sierlijker opperarmbeen. Gaandeweg ontwikkelde de Mastodonsaurus-lijn grotere slagtanden en sterkere kaken om meer soorten prooien aan te kunnen en werd zo een dominant roofdier in ecosystemen die aan meren gerelateerd zijn.
De soort Mastodonsaurus torvus werd in 1955 beschreven door de Russische paleontologe Elena Dometevna Konzhukova (echtgenote van paleontoloog Ivan Yefremov) op basis van een fragment van een onderkaak (holotype PIN 415/1) en andere botten die werden opgegraven in de buurt van het dorp Koltaevo in Bashkortostan in de zuidelijke Oeral in beddingen uit het Midden-Trias die deel uitmaken van de Bukobay Svita in Rusland. Andere fossielen van zeer grote mastodonten zijn ook ontdekt op vindplaatsen uit het Midden-Trias van de Oblast Orenburg in Rusland en in het noorden van Kazachstan. In 1972 vond de Russische paleontoloog Leonid Petrovich Tatarinov een complete schedel (van 1,25 meter lang) tijdens een expeditie naar Koltaevo. De gigantische schedel wordt tentoongesteld in het Orlov Paleontologisch Museum (specimen PIN 2867/67) in Moskou in Rusland en is bestempeld als Mastodonsaurus torvus, hoewel sommige bronnen het exemplaar in plaats daarvan Mastodonsaurus sp. noemen. Een volledige wetenschappelijke beschrijving is nog niet gepubliceerd, maar verschillen met Mastodonsaurus giganteus zijn onder andere kleinere oogkassen die verder naar achteren op de schedel zijn geplaatst.
Onderzoekers debatteren over de generische classificatie van de Russische fossielen, waarbij ze soms tussen aanhalingstekens of met een vraagteken (?) naar hen verwijzen als 'Mastodonsaurus' om aan te geven dat verdere studie een apart geslacht van reuzenmastodonsauriden kan rechtvaardigen.